# Seznam kulturních památek v Ráji (Mšeno)
Tento seznam nemovitých kulturních památek v části Ráj ve městě Mšeno v okrese Mělník vychází z  Ústředního seznamu kulturních památek ČR, který na základě zákona č. 20/1987 Sb., o státní památkové péči, vede Národní památkový ústav jako ústřední organizace státní památkové péče. Údaje jsou průběžně upřesňovány, přesto mohou obsahovat i řadu věcných a formálních chyb a nepřesností či být neaktuální. 
Pokud byly některé části dotčeného území vyčleněny do samostatných seznamů, měly by být odkazy na tyto dílčí seznamy uvedeny v úvodu tohoto seznamu nebo v úvodu příslušné sekce seznamu.

## Ráj
|  | Kategorie „Chapel-shrine in Ráj “ na Wikimedia Commons | Hledat fotografie a kategorie ve Wikimedia Commons podle rejstříkového čísla památky | Nahrát snímek k tomuto tématu do úložiště Wikimedia Commons |  |

|  | Kategorie „Bridge in Ráj‎ “ na Wikimedia Commons | Hledat fotografie a kategorie ve Wikimedia Commons podle rejstříkového čísla památky | Nahrát snímek k tomuto tématu do úložiště Wikimedia Commons |  |

|  |  | Hledat fotografie a kategorie ve Wikimedia Commons podle rejstříkového čísla památky | Nahrát snímek k tomuto tématu do úložiště Wikimedia Commons |  |

|  |  | Hledat fotografie a kategorie ve Wikimedia Commons podle rejstříkového čísla památky | Nahrát snímek k tomuto tématu do úložiště Wikimedia Commons |  |

|  |  | Hledat fotografie a kategorie ve Wikimedia Commons podle rejstříkového čísla památky | Nahrát snímek k tomuto tématu do úložiště Wikimedia Commons |  |

|  |  | Hledat fotografie a kategorie ve Wikimedia Commons podle rejstříkového čísla památky | Nahrát snímek k tomuto tématu do úložiště Wikimedia Commons |  |